# Кръсте Гърбовски
Кръсто (Герасим) Гърбовски е български революционер, деец на Вътрешната македоно-одринска революционна организация.

## Биография
Кръсте Гърбовски е роден в тиквешкото село Гърбовец, тогава в Османската империя. Присъединява се към ВМОРО и е четник в Марихово при Иван Смичков. През Балканските войни е македоно-одрински опълченец, участник в четата на Тодор Александров. Почива от холера през войната.